# Charles Robert Richet
Charles Robert Richet (ur. 26 sierpnia 1850 w Paryżu, zm. 4 grudnia 1935 tamże) – francuski lekarz i fizjolog, laureat Nagrody Nobla w roku 1913.

## Życiorys
Był synem wybitnego chirurga paryskiego Alfreda Richeta, studiował medycynę na Uniwersytecie Paryskim. Po ukończeniu studiów w 1877 roku pracował w Collège de France, po czym wrócił na Uniwersytet Paryski, gdzie od 1887 roku był profesorem fizjologii aż do przejścia na emeryturę w 1927 roku. W roku 1887 został przyjęty w poczet członków Francuskiej Akademii Nauk.
Wspólnie z P. J. Portierem odkrył w 1902 roku zjawisko anafilaksji. Zajmował się także neurofizjologią oraz seroterapią. Za prace nad anafilaksją otrzymał w 1913 roku Nagrodę Nobla.
Autor m.in. pracy L’Anaphylaxie (1911) i książki Les guerres et la paix (1899, polskie wydanie w 1904).